# Tombak (legering)

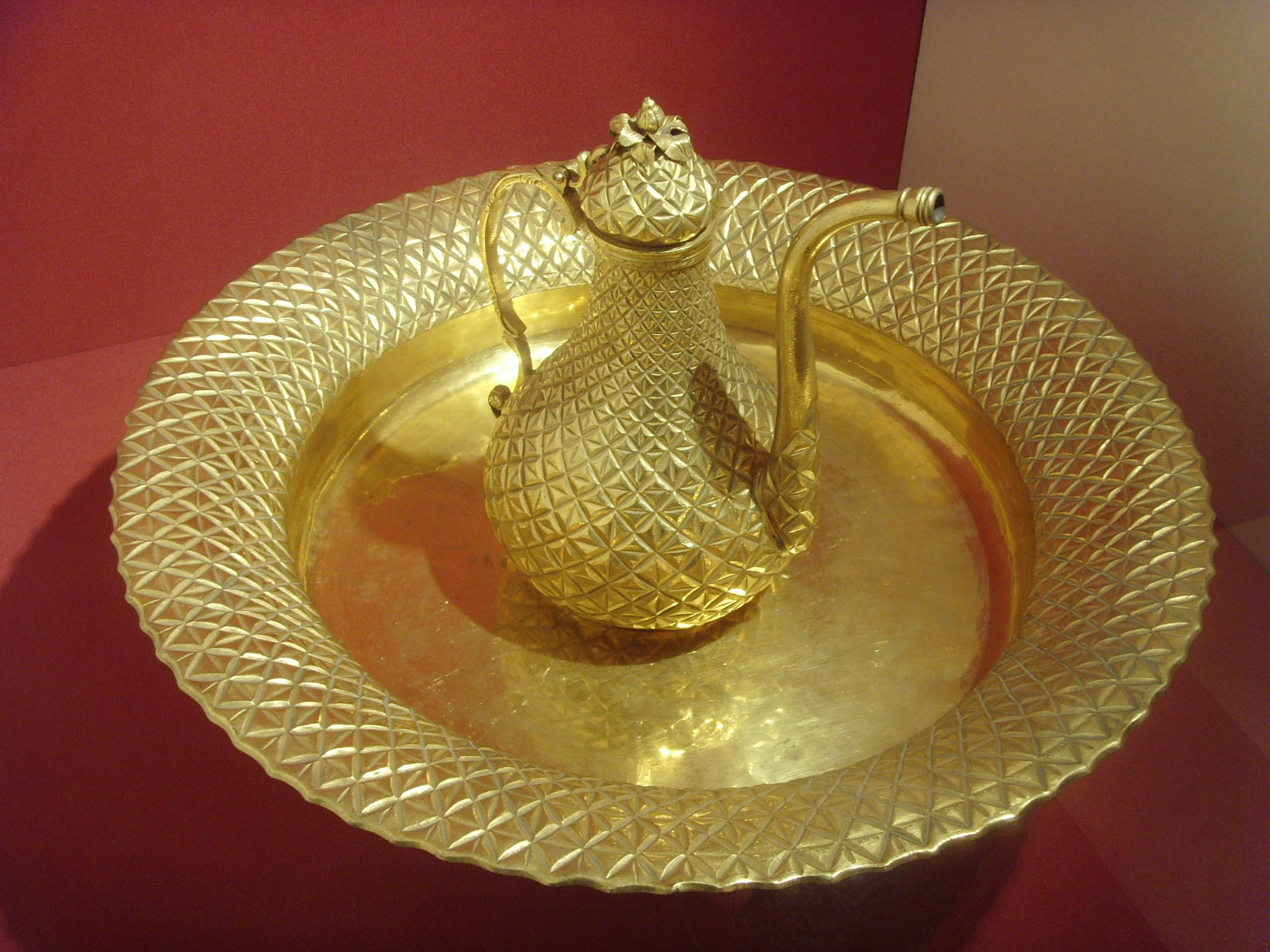
Schenkkan met schaal, gemaakt van tombak

Tombak, ook wel als tombac of tambac gespeld, is een goedkope legering die ten minste voor 70% uit koper bestaat en 5-20% zink bevat en verder andere metalen zoals tin, lood en/of arseen. 
De legering lijkt op messing maar is goudkleuriger en wordt daarom soms rood messing genoemd. Door het toevoegen van arseen aan een tombaklegering wordt het materiaal wit. Een legering van 95% koper en 5% zink is zeer geschikt voor emailleren en heet daarom ook wel "emailleertombak". Dit laatste materiaal heeft ook een helderdere glans dan rood koper.

## Toepassingen
Tombak is vaak gebruikt als materiaal om in lagere onderscheidingen te verwerken. Het roest niet en glanst. Het is gemakkelijk te stansen en kan gemakkelijk bewerkt, verzilverd, verguld en geëmailleerd worden. Een voorbeeld van een medaille van tombak is de Oldenburgse Onderscheiding voor Langdurige Dienst in de Gendarmerie.
Tombak wordt veelvuldig toegepast om kogelmantels van te maken.

## Etymologie
'Tombak' is een leenwoord, afgeleid van het Maleis waarin "tambaga" koper betekent.